# Christus patiens
Christus patiens ist der Titel einer neulateinischen Tragödie  des Hugo Grotius über die Passion Jesu Christi.
Grotius erhielt dazu wohl ein Anregung von Daniel Heinsius, der den Stoff in seiner Abhandlung De Tragoediae Constitutione (Über den Bau der Tragödie, Leiden 1611, 2. Aufl. 1643) erwähnt.

## Ausgabe
- Hugonis Grotii Christus patiens (Das Leiden Christi; Tragödie) – Leiden, 1608